# Louis-François Dunière
François-Louis Dunière (11 juillet 1754 – 29 août 1828) fut un marchand et homme politique fédéral du Bas-Canada.
Il est né dans la ville de Québec en 1754, le fils de Louis Dunière. Dunière est élu à l' Assemblée législative du Bas-Canada de Hertford en 1796, après que son père se retira de la vie politique. Comme son père l'avait fait dans l'Assemblée de 1792, Louis-François a proposé Jean-Antoine Panet comme orateur. Dunière s'installe à Berthier. Il était un juge de paix et a servi comme major dans la milice locale au cours de la guerre de 1812.
Il mourut à Pointe-du-Lac en 1828.